# Campionato asiatico giovanile di calcio 2000
Il campionato asiatico giovanile di calcio 2000 si è disputato in Iran fra il 12 novembre e il 26 novembre.
È stato vinto dall'Iraq sul Giappone per 2-1.

## Fase di qualificazione
- Iran qualificata come Paese ospitante.

Gli altri qualificati sono stati:
- Cina
- Iraq
- Giappone
- Corea del Sud
- Kuwait
- Oman
- Pakistan
- Thailandia
- Emirati Arabi Uniti

## Fase a gironi
Tutti gli incontri sono stati giocati allo Shiroudi Stadium a Teheran

### Gruppo A
| Squadre    | Giocate | Vinte | Pareggi | Perse | GF | GA | GD | Punti |
| ---------- | ------- | ----- | ------- | ----- | -- | -- | -- | ----- |
| Iran       | 4       | 4     | 0       | 0     | 11 | 4  | +7 | 12    |
| Giappone   | 4       | 2     | 1       | 1     | 12 | 6  | +6 | 7     |
| Kuwait     | 4       | 2     | 0       | 2     | 8  | 8  | 0  | 6     |
| Oman       | 4       | 0     | 2       | 2     | 2  | 6  | -4 | 2     |
| Thailandia | 4       | 0     | 1       | 3     | 4  | 13 | -9 | 1     |

12 novembre 2000  Iran 2 - 1  Thailandia
12 novembre 2000  Kuwait 1 - 0  Oman
14 novembre 2000  Iran 3 - 2  Kuwait
14 novembre 2000  Giappone 6 - 1  Thailandia
16 novembre 2000  Giappone 2 - 2  Oman
16 novembre 2000  Thailandia 2 - 5  Kuwait
18 novembre 2000  Kuwait 0 - 3  Giappone
18 novembre 2000  Oman 0 - 3  Iran
20 novembre 2000  Oman 0 - 0  Thailandia
20 novembre 2000  Iran 3 - 1  Giappone

### Gruppo B
| Squadre             | Giocate | Vinte | Pareggi | Perse | GF | GA | GD  | Punti |
| ------------------- | ------- | ----- | ------- | ----- | -- | -- | --- | ----- |
| Cina                | 4       | 3     | 1       | 0     | 5  | 1  | +4  | 10    |
| Iraq                | 4       | 2     | 2       | 0     | 9  | 2  | +7  | 8     |
| Corea del Sud       | 4       | 2     | 1       | 1     | 11 | 3  | +8  | 7     |
| Pakistan            | 4       | 1     | 0       | 3     | 2  | 15 | -13 | 3     |
| Emirati Arabi Uniti | 4       | 0     | 0       | 4     | 6  | 12 | -6  | 0     |

13 novembre 2000  Cina 1 - 0  Corea del Sud
13 novembre 2000  Pakistan 2 - 1  Emirati Arabi Uniti
15 novembre 2000  Corea del Sud 7 - 0  Pakistan
15 novembre 2000  Iraq 0 - 0  Cina
17 novembre 2000  Iraq 3 - 2  Emirati Arabi Uniti
17 novembre 2000  Cina 1 - 0  Pakistan
19 novembre 2000  Iraq 6 - 0  Pakistan
19 novembre 2000  Emirati Arabi Uniti 2 - 4  Corea del Sud
21 novembre 2000  Cina 3 - 1  Emirati Arabi Uniti
21 novembre 2000  Corea del Sud 0 - 0  Iraq

## Semifinali
24 novembre 2000  Iran 0 - 0  Iraq (6-7 ai rigori)
24 novembre 2000  Cina 0 - 2  Giappone

## Finale per il terzo posto
26 novembre 2000  Cina 2 - 2  Iran (6-5 ai rigori)

## Finale
26 novembre 2000  Iraq 2 - 1  Giappone (Golden Goal)
Iraq, Giappone, Cina e Iran si qualificano per il Campionato mondiale giovanile di calcio 2001.